# 松本巍
松本 巍（まつもと たかし、1891年2月11日 - 1968年1月27日）は、日本の植物病理学者。台湾の農作物の疾病の研究と防除に功績があり、第二次世界大戦後も国立台湾大学農学院教授として働いた。

## 経歴
1891年、東京・銀座に生まれた。東北帝国大学農科大学（現・北海道大学農学部）を卒業後、カリフォルニア州立大学、ワシントン大学などに留学する。帰国後の1921年から盛岡高等農林学校の教授となった。1924年に農学博士となる。1926年に台湾に招かれ、イギリス、ドイツなどに留学後、1929年台北帝国大学教授および付属農林専門部教授として赴任し、植物病理学を教えた。台湾の農作物の病害の研究と防除の研究と実践を行った。
日本敗戦後も台湾に留まり、国立台湾大学農学院教授として働いた。1965年に退官し、台湾大学名誉教授となった。1966年から台湾糖業試験所の顧問を務めた。1968年、死去。

## 受賞・栄典
- 1967年：日本政府から勲二等旭日重光章を受勲した。